# أماسين (قرية)
أماسين قرية أمازيغية تتواجد ضمن جماعة تيغمي وقيادة أنزي إقليم تزنيت وبالأحرى بين كل من قرية «تيغمي» و«أنزي» اللتان تبعدان حوالي 42 كلم عن مدينة تيزنيت الموجودة في جنوب المغرب، وبالتالي فهناك طريقان يؤديان إليها ابتداء من قرية«أسكا» حيث يمكن سلك طريق «تيغمي» أو طريق «أنزي» المعبدين.

## دواوير قرية أماسين
1. دوار احرارن
2. دوار اكرض اوماسين
3. دوار ابراكن
4. دوار امزيلن
5. دوار اسك اوزرو
6. دوار ادبودهن
7. وار ادبولهضرت
8. دوار القصبت
9. دوار ادبوطروش
10. دوار ايت وداي
11. دوار اسملالن
12. دوار اد علي أو حمو
13. دوار ايلالن
14. دوار ادمشود
15. دوار ادمود
16. دوار تيزكي اوماسين
17. دوار تيزي ندموحشين
18. دوار تيكيروت
19. دوار ادحمو
20. دوار تيزعرار

## قرية اماسين ديمغرافيا
يسكن قرية اماسين ما مجموعه من السكان 3000 نسمه أو ما يقارب ذلك بما في ذلك المهاجرين منهم والقاطنين بديار المهجر خاصة الاروبية منها.

## المرافق الاجتماعية بقرية اماسين
تتوفر قرية اماسين مجموعة من المرافق الاجتماعية والتي تتمحور حول مؤسسة تعليمية وحيدة تحت اسم مجموعة مدارس عشرين غشت الابتدائية والتي لها مجموعة من الفرعيات بالإضافة إلى مسجدين ثلاثة ابار والعديد من الجمعيات الاجتماعية والخيرية.